# Małpy w kosmosie
Małpy w kosmosie (ang. Space Chimps, 2008) – amerykański film animowany w reżyserii Kirka De Micco.

## Obsada
- Andy Samberg − Ham III
- Cheryl Hines − Luna
- Patrick Warburton − Tytan
- Omid Abtahi − Dr Sejf
- Jeff Daniels − Zartog / Hardkor
- Patrick Breen − Dr Ferdynand
- Kenan Thompson − konferansjer
- Carlos Alazraqui − Houston
- Kristin Chenoweth − Kilowat
- Jane Lynch − Dr Marusia
- Kath Soucie − Dr Ada
- Zach Shada − Kometa
- Stanley Tucci − Senator

## Wersja polska
Opracowanie wersji polskiej: Start International Polska

Dialogi polskie i reżyseria: Dariusz Dunowski

Dźwięk i montaż: Michał Skarżyński

Kierownictwo produkcji: Elżbieta Araszkiewicz

W wersji polskiej udział wzięli:
- Marcin Hycnar − Ham III
- Kamilla Baar − Luna
- Grzegorz Pawlak − Tytan
- Miłogost Reczek − Zartog / Hardkor
- Dominika Kluźniak − Kilowat
- Bartosz Obuchowicz − Kometa
- Andrzej Grabowski − Dr Ferdynand
- Jacek Fedorowicz − Dr Sejf
- Adrianna Biedrzyńska − Dr Ada
- Aldona Jankowska − Dr Marusia
- Jan Janga-Tomaszewski − senator
- Jarosław Boberek − Morda
- Piotr Kraśko − Narrator
- Mirosław Hermaszewski − komputer pokładowy
- Krystyna Czubówna − Sonda „Nieskończoność”
- Tadeusz Sznuk − Wizytówka Ziemi
- Katarzyna Kolenda-Zaleska − reporterka
- Krzysztof „Japa” Jańczak − konferansjer
- Piotr Machalica − Houston
- Andrzej Chudy − Ham I
- Jacek Jarosz − Ciemna Chmura
- Izabela Dąbrowska − techniczka
- Izabella Bukowska − telefonistka
- Beniamin Lewandowski − chłopiec

oraz
Kosmici i spółka: Joanna Pach, Sebastian Cybulski, Klaudiusz Kaufmann,
Cezary Kwieciński, Tomasz Steciuk, Jakub Szydłowski,
Janusz Wituch, Jacek Wolszczak i Leszek Zduń